# Sándor Müller
Sándor Müller Smich (ur. 21 września 1948 w Budapeszcie, zm. 3 kwietnia 2024) – były węgierski piłkarz występujący na pozycji pomocnika.

## Kariera klubowa
Müller zawodową karierę rozpoczynał w 1968 roku w Vasasie z Nemzeti Bajnokság I. W 1973 roku zdobył z nim Puchar Węgier, a w 1977 roku mistrzostwo Węgier. W Vasasie spędził 12 lat. W tym czasie rozegrał tam 318 spotkań i zdobył 56 bramek. W 1980 roku wyjechał do Belgii, by grać w tamtejszym Royal Antwerp z Eerste klasse. Jego barwy reprezentował przez rok.
W 1981 roku Müller odszedł do hiszpańskiego zespołu Hércules CF. W Primera División zadebiutował 20 września 1981 roku w wygranym 2:0 z Espanyolem. 3 stycznia 1982 roku w wygranym 1:0 spotkaniu z Espanyolem strzelił swojego jedynego gola w Primera División. W tym samym roku spadł z zespołem do Segunda División. W Hérculesie spędził jeszcze rok.
W 1983 roku Müller wrócił do Vasasu. W 1984 roku odszedł do austriackiego FC Leopoldstadt. W 1988 roku zakończył karierę.

## Kariera reprezentacyjna
W reprezentacji Węgier Müller zadebiutował 7 października 1974 roku w wygranym 3:1 spotkaniu eliminacji mistrzostw Europy 1976 z Norwegią. 28 kwietnia 1981 roku w zremisowanym 2:2 pojedynku eliminacji mistrzostw świata ze Szwajcarią strzelił swojego jedynego gola w zespole narodowym.
W 1982 roku został powołany do kadry na mistrzostwa świata. Zagrał na nich w meczach z Salwadorem (10:1) i Belgią (1:1). Z tamtego turnieju Węgry odpadły po fazie grupowej. W latach 1970–1982 w drużynie narodowej Müller rozegrał w sumie 17 spotkań i zdobył 1 bramkę.